# Medio Tago
Il Medio Tago è una subregione statistica del Portogallo, parte della regione Centro, parte del distretto di Santarém. Confina a nord col Pinhal Interno Nord, ad est con il Pinhal Interno Sud e l'Alto Alentejo, a sud con la Lezíria do Tejo e ad ovest con il Pinhal Litorale.

## Suddivisioni
Comprende 10 comuni:
- Abrantes
- Alcanena
- Constância
- Entroncamento
- Ferreira do Zêzere
- Ourém
- Sardoal
- Tomar
- Torres Novas
- Vila Nova da Barquinha